# Beyoğluspor

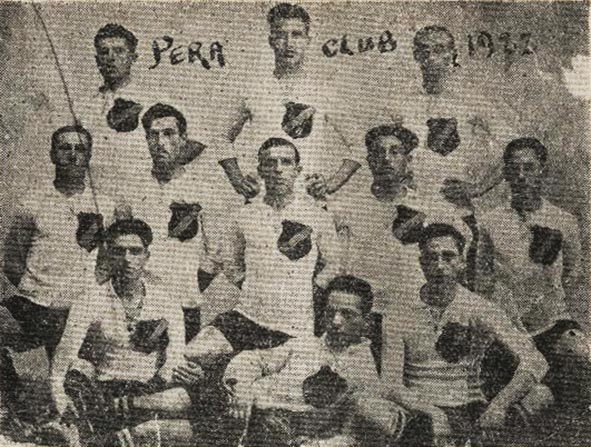
Pera Club en 1922.

El Beyoğluspor es un equipo de fútbol de Turquía que juega en la Liga de Fútbol de Estambul, la sexta división nacional.

## Historia
Fue fundado en el año 1914 en la capital Estambul con el nombre Pera Sports Club por un grupo de inmigrantes griegos como un club multideportivo que además contaba con secciones en baloncesto y voleibol.
Cuando es restablecida la república de Turquía en 1923 el club cambia su nombre por el que tiene actualmente y tres años después crean las secciones de boxeo y lucha. A inicios de los años 1960 el club consigue el ascenso a la Superliga de Turquía, alcanzando gran popularidad dentro de la comunidad griega en el país.
El club desciende de la primera división tras dos temporadas, aunque en los años siguientes fueron de categoría profesional hasta que desciende a los niveles aficionados en 1987.

## Temporadas
- Primera División: 1962–1964
- Segunda División: 1964–1967
- Tercera División: 1967–1973, 1984–1987
- Fútbol Aficionado: 1973–1984, 1987–

## Jugadores

### Jugadores destacados
- Kadri Aytaç
- Şükrü Gülesin
- Kostas Negrepontis
- Koço Kasapoğlu
- Alekos Sofianidis
- Lefter Küçükandonyadis[5]